# Bryophyllum delagoense
Bryophyllum delagoense là một loài thực vật có hoa trong họ Crassulaceae. Loài này được (Eckl. & Zeyh.) Druce miêu tả khoa học đầu tiên năm 1916.